# Estadio Municipal de Peralada
Estadio Municipal de Peralada – stadion piłkarski w Peraladzie, w Hiszpanii. Obiekt może pomieścić 1500 widzów. Swoje spotkania rozgrywają na nim piłkarze klubu CF Peralada.
14 kwietnia 2004 roku na stadionie rozegrany został mecz towarzyski Andora – Chiny (0:0).